# 碳酸滑石
碳酸滑石（英語：Talc carbonate）是指在變質的超基性岩石中的岩石和礦物組合。
該名詞是指，在超基性岩石中，經過滑石碳化后形成的一組礦物，其成分在兩個終端礦物，滑石和菱鎂礦之間。
碳酸滑石礦物的組合受溫度和壓力、變質流體中二氧化碳的分壓以及主岩的成分控制。

### 成分控制
碳酸滑石的變質組合可判斷超基性原岩中鎂的含量。
- 低量鎂質超基性岩石（MgO 含量為 12-18%）傾向於形成滑石-綠泥石組合
- 含中量氧化鎂岩石 (15-25% MgO) 傾向於產生滑石-角閃石組合。
- 含高量氧化鎂岩石（超過25% MgO）傾向於形成真正的滑石-菱鎂礦變質組合。

因此，可以通過了解岩石的礦物組合來估算變質超基性岩的 MgO 含量。 鎂含量決定滑石比例，而鋁-鈣-鈉含量決定閃石和/或綠泥石的比例。

### 碳酸滑石礦物
超基性岩石中的滑石碳化,可由下列礦物推斷；
- 滑石
- 綠泥石，通常是鎂質藍綠色
- 透閃石- 鎂铁闪石(cummingtonite)-铁闪石(grunerite )角閃石；含在綠片岩相岩石中
- 直閃石(Anthophyllite)-鎂铁闪石-角閃石：含在綠片岩岩相中的弱碳酸鹽化蛇紋岩及在非碳酸鹽化角閃岩相中的蛇紋岩。
- 菱鎂礦，及很少有的白雲石：含在角閃岩成分的岩石。

在角閃岩相中，若達到了透輝石的等變綫(isograd)（取決於二氧化碳分壓），變質組合趨向於滑石-輝石，並最終趨向於變質橄欖石。

### 礦物反應
橄欖石的蛇紋石化
：
鎂橄欖石(forsterite)2Mg2SiO4  2Mg2SiO4 + 3H2O → 水镁石(brucite)Mg3Si2O5(OH)4 + Mg(OH)2
添加二氧化矽水溶液：
3Mg2SiO4 + 4H2O + SiO2,aq → 2Mg3Si2O5(OH)4
蛇紋石碳化形成滑石-菱鎂礦 ：
2Mg3Si2O5(OH)4 + 3CO2 → Mg3Si4O10(OH)2 + 3MgCO3 + 3H2O

### 分佈
由於變質流體含二氧化碳很普遍，因此碳酸滑石超鎂鐵岩石分佈也廣。 滑石的碳酸鹽化程度，通常介於純蛇紋石和純滑石碳酸鹽這兩個組成之間。 蛇紋岩常有少量滑石、角閃石和綠泥石礦物，這證明變質流體中有在二氧化碳。
碳酸滑石存在於西澳大利亞太古代 Yilgarn Craton 的許多超基性岩體中。 值得注意的是，Widgiemooltha Komatiite 在 Widgeimooltha Dome 的東側顯示出純滑石碳化作用，在西側顯示出幾乎純的蛇紋石變質作用。